# Harold Matson
Pour les articles homonymes, voir Matson.
Harold Matson est né le 26 février 1898 et mort 5 janvier 1988. C'est un agent littéraire américain qui a créé la fondation « Harold Matson Company ». Il est né à Grand Rapids dans le Michigan et a grandi à San Francisco.

## Sources et références
1. ↑  (en) Harold Matson, Literary Agent for Major Authors